# Тівертон (переписна місцевість)

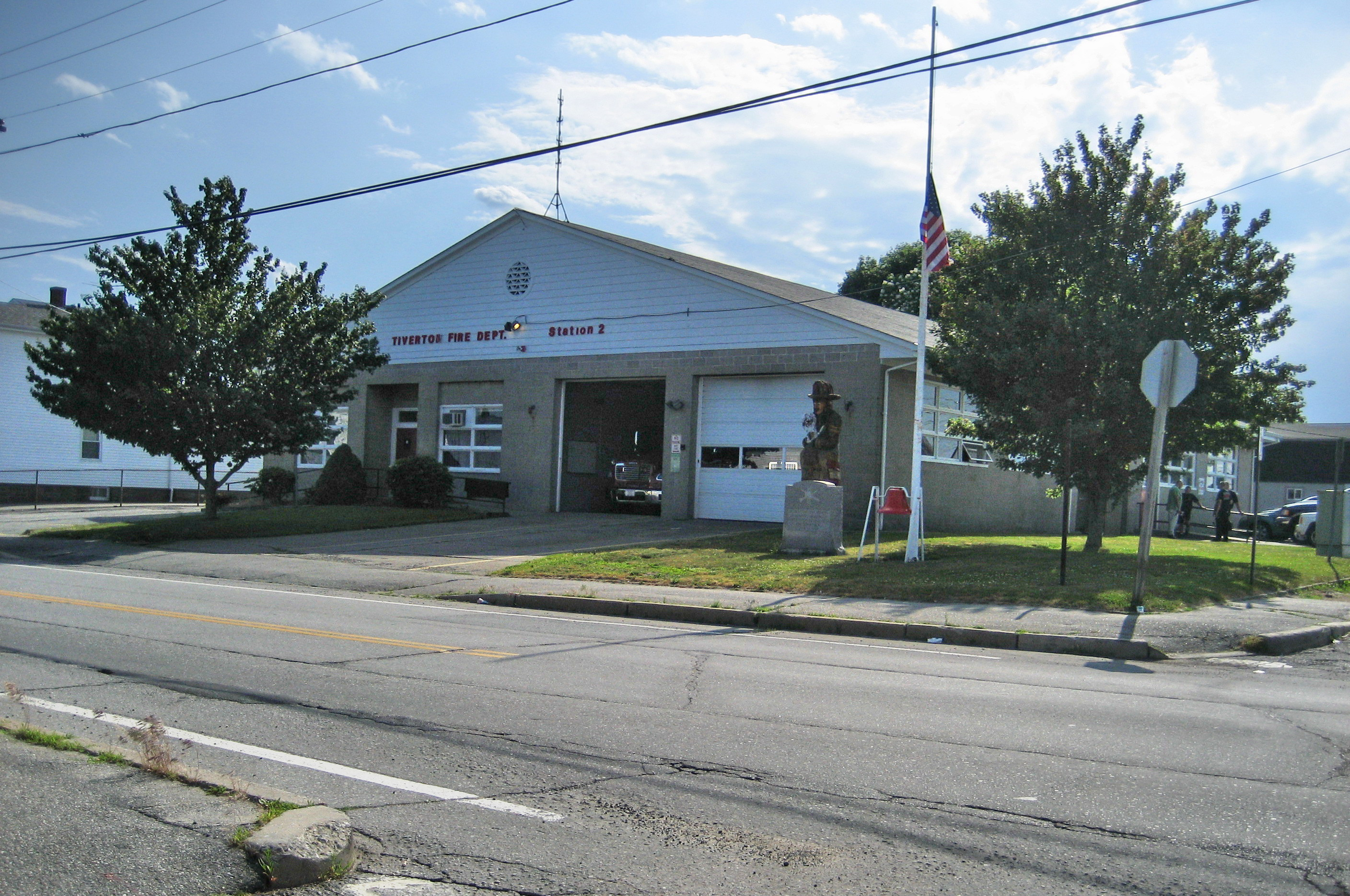
Пожежна станція у Північному Тівертоні

Тівертон (англ. Tiverton) — переписна місцевість (CDP) в США, в окрузі Ньюпорт штату Род-Айленд. Населення — 7809 осіб (2020). До неї входить центр містечка Тівертон та сусіднє селище Північний Тівертон.

## Географія
Тівертон розташований за координатами 41°39′14″ пн. ш. 71°12′1″ зх. д. / 41.65389° пн. ш. 71.20028° зх. д. (41.654015, -71.200391). За даними Бюро перепису населення США в 2010 році переписна місцевість мала площу 17,16 км², з яких 10,83 км² — суходіл та 6,33 км² — водойми.

## Демографія
Згідно з переписом 2010 року, у переписній місцевості мешкало 7557 осіб у 3296 домогосподарствах у складі 2135 родин. Густота населення становила 440 осіб/км². Було 3659 помешкань (213/км²).
Расовий склад населення:
| - 95,7 % — білих - 1,2 % — чорних або афроамериканців - 1,0 % — азіатів - 0,1 % — корінних американців |

До двох чи більше рас належало 1,6 %. Частка іспаномовних становила 1,7 % від усіх жителів.
За віковим діапазоном населення розподілялося таким чином: 19,0 % — особи молодші 18 років, 60,8 % — особи у віці 18—64 років, 20,2 % — особи у віці 65 років та старші. Медіана віку мешканця становила 45,6 року. На 100 осіб жіночої статі у переписній місцевості припадало 92,6 чоловіків; на 100 жінок у віці від 18 років та старших — 89,4 чоловіків також старших 18 років.
Середній дохід на одне домашнє господарство становив 86 540 доларів США (медіана — 69 054), а середній дохід на одну сім'ю — 100 540 доларів (медіана — 79 821). Медіана доходів становила 62 179 доларів для чоловіків та 52 078 доларів для жінок. За межею бідності перебувало 6,8 % осіб, у тому числі 14,2 % дітей у віці до 18 років та 7,0 % осіб у віці 65 років та старших.
Цивільне працевлаштоване населення становило 3826 осіб. Основні галузі зайнятості: освіта, охорона здоров'я та соціальна допомога — 26,8 %, роздрібна торгівля — 12,3 %, науковці, спеціалісти, менеджери — 10,0 %, виробництво — 9,5 %.